# Luigi D'Eramo
Luigi D'Eramo (L'Aquila, 10 maggio 1976) è un politico italiano, deputato dal 2018 al 2022 e sottosegretario di Stato al Ministero dell'agricoltura, della sovranità alimentare e delle foreste dal 2 novembre 2022.

## Biografia
D'Eramo fu consigliere comunale prima a Poggio Picenze dal 1995 al 2004, poi a Barisciano dal 2004 al 2010 e infine all'Aquila dal 2007 al 2017. A livello locale ricoprì anche le cariche di assessore al turismo dal 2002 al 2007 e alle politiche urbanistiche dal 2017 al 2019 del comune dell'Aquila e di assessore alla promozione sociale e alla scuola della provincia dell'Aquila, con il partito La Destra, dal 2011 al 2014.

### Elezione a deputato
Alle elezioni politiche del 2018 venne eletto con la Lega alla Camera dei deputati nella circoscrizione Abruzzo. L'11 aprile 2019 fu nominato dai vertici nazionali del partito commissario della Lega Puglia, incarico ricoperto fino al 28 dicembre 2020.
Alle elezioni politiche anticipate del 25 settembre 2022 viene ricandidato alla Camera come capolista per la Lega nel collegio plurinominale L’Aquila-Teramo, non viene eletto.

### Sottosegretario di Stato
Il 31 ottobre 2022 è stato nominato sottosegretario di Stato al Ministero dell'agricoltura, della sovranità alimentare e delle foreste nel governo Meloni, entrando in carica il 2 novembre successivo.